# Cratere Heathcliff
Heathcliff  è un cratere sulla superficie di Eros.